# Mike Turner
Michael Ray Turner, detto Mike (Dayton, 11 gennaio 1960), è un politico e avvocato statunitense, membro della Camera dei Rappresentanti per lo stato dell'Ohio.

## Biografia
Nato a Dayton, Turner si laureò in legge e lavorò come avvocato prima di entrare in politica con il Partito Repubblicano.
Nel 1994 venne eletto sindaco di Dayton e mantenne l'incarico per otto anni. Dopo essere stato sconfitto nel tentativo di rielezione, Turner decise di candidarsi alla Camera dei Rappresentanti e venne eletto. Fu poi riconfermato negli anni successivi con discrete percentuali di voto.
Turner si configura come un repubblicano molto moderato, di ideologia centrista.
Dal 1987 al 2012 è stato sposato con Lori, dalla quale ha avuto due figlie.